# Шершнівська сільська рада (Тиврівський район)
| Шершнівська сільська рада — колишній орган місцевого самоврядування у Тиврівському районі Вінницької області з адміністративним центром у с. Шершні. Сільській раді підпорядковані населені пункти: - с. Шершні - с. Гута-Шершнівська |

## Склад ради
Рада складається з 12 депутатів та голови.

## Керівний склад сільської ради
| ПІБ                           | Основні відомості                                                                | Дата обрання | Дата звільнення |
| ----------------------------- | -------------------------------------------------------------------------------- | ------------ | --------------- |
| Васильчук Мальвіна Григорівна | Сільський голова, 1970 року народження, освіта, член Української Народної Партії | 26.03.2006   | 31.10.2010      |
| Шевчук Ірина Леонідівна       | Сільський голова, 1967 року народження, освіта середня спеціальна, позапартійна  | 31.10.2010   |                 |

Примітка: таблиця складена за даними джерела